# Алассіо
Алассіо (італ. Alassio, ліг. Arasce) — муніципалітет в Італії, у регіоні Лігурія, провінція Савона.
Алассіо розташоване на відстані близько 430 км на північний захід від Рима, 80 км на південний захід від Генуї, 45 км на південний захід від Савони.
Населення — 11 007 осіб (2014).

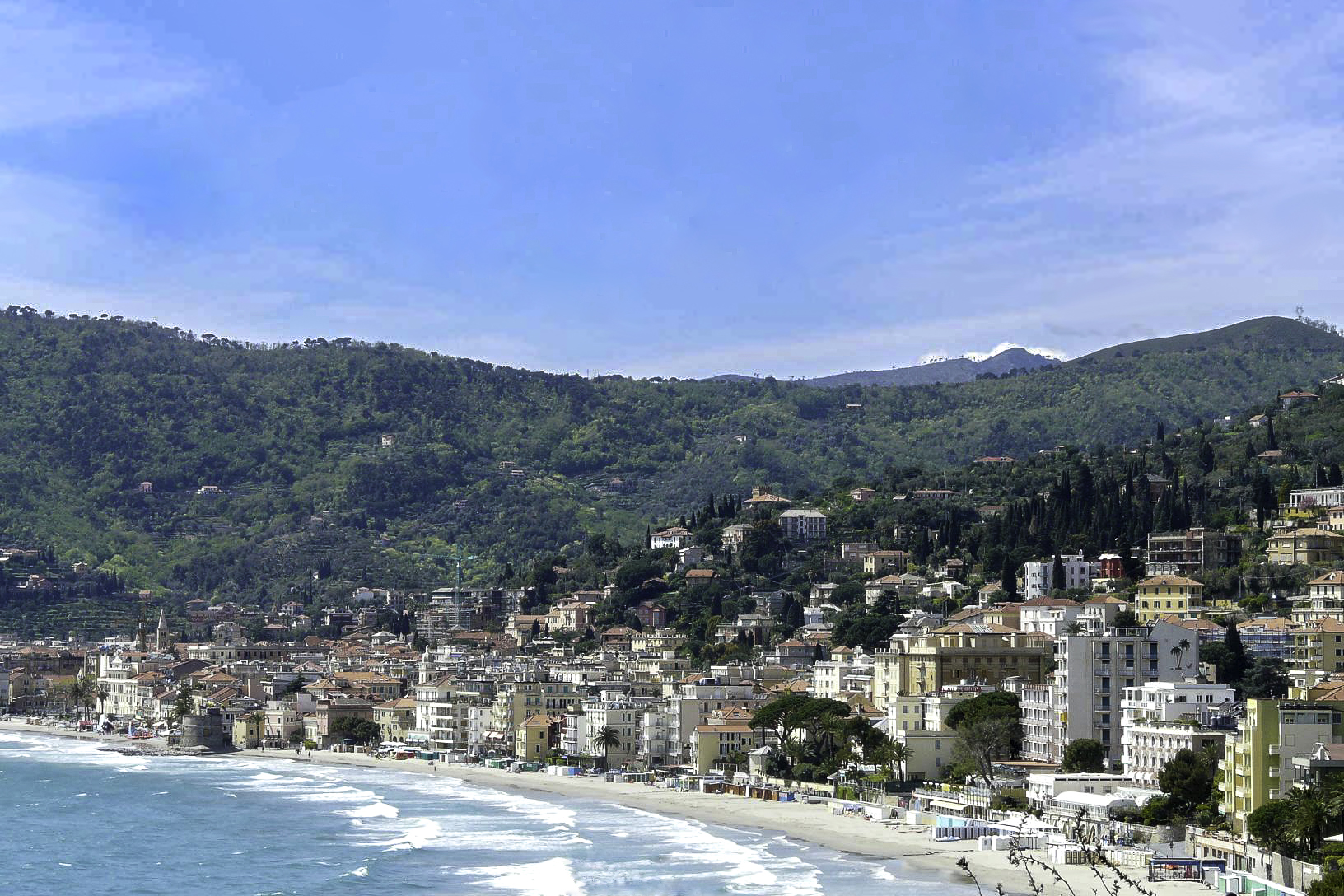

Щорічний фестиваль відбувається 7 грудня. Покровитель — Sant'Ambrogio.

## Демографія
Населення за роками:

Станом на 1 січня 2023 року в муніципалітеті офіційно проживало 1011 іноземців з 60 країн, серед них 325 громадян країн Євросоюзу та 51 громадянин України.

## Сусідні муніципалітети
- Альбенга
- Андора
- Лаїгуелья
- Вілланова-д'Альбенга